# بوب هورن (لاعب كرة قدم أمريكية)
بوب هورن (بالإنجليزية: Bob Horn)‏ هو لاعب كرة قدم أمريكية أمريكي، ولد في 6 فبراير 1954 في سايلم في الولايات المتحدة.

## وصلات خارجية
- بوب هورن على موقع مرجع كرة القدم المحترفة.كوم (الإنجليزية)